# روزالیا، کانزاس
روزالیا (به انگلیسی: Rosalia) یک منطقهٔ مسکونی در ایالات متحده آمریکا است که در شهرستان باتلر، کانزاس واقع شده‌است. روزالیا ۳٫۳ کیلومتر مربع مساحت و ۱۷۱ نفر جمعیت دارد و ۴۶۳٫۰ متر بالاتر از سطح دریا واقع شده‌است.